# Phyllopodopsyllus geddesi
Phyllopodopsyllus geddesi är en kräftdjursart som beskrevs av Kunz 1984. Phyllopodopsyllus geddesi ingår i släktet Phyllopodopsyllus och familjen Tetragonicipitidae. Inga underarter finns listade i Catalogue of Life.